# Vesna Bosanac
Vesna Bosanac (Subotica, 9. ožujka 1949. – Vukovar, 21. ožujka 2022.) bila je hrvatska liječnica, specijalistica pedijatrije i ravnateljica Opće bolnice u Vukovaru, junakinja Domovinskog rata. Kao ravnateljica vukovarske bolnice u najtežim ratnim trenucima grada Vukovara postala je simbolom junaštva, građanske hrabrosti i čovječnosti.

## Životopis

### Djetinjstvo i obrazovanje
Rođena je u Subotici u obitelji koja je u Vojvodinu došla iz istočne Slavonije.  Kao dijete odselila je u Vukovar. Srednju školu pohađala je u Borovu. U vukovarskoj bolnici zaposlila se nakon završetka studija na Medicinskom fakultetu u Zagrebu 1973. godine.

### Karijera u Vukovarskoj bolnici, Domovinski rat
Ravnateljicom Medicinskog centra Vukovar postala je 24. srpnja 1991. godine. U bolnici su počele pripreme za snalaženje u ratnoj agresiji, koja se spremala u okolici Vukovara. Vodila je bolnicu u vrijeme nesposredno prije i za vrijeme opsade Vukovara, organizirajući rad bolnice u vrlo teškim ratnim uvjetima. Tijekom okupacije, dr. Bosanac svakodnevno je slala izvješća europskoj misiji i promatračima Crvenoga križa, a posljednje je podnijela 18. studenoga 1991. u večernjim satima. Kroz bolnicu je prošlo dvije i pol tisuće ranjenika, tisuću od njih je moralo biti podvrgnuto teškim operacijama. Ostala je u bolnici do samog pada Vukovara. Tri je tjedna bila zatočena u pritvoru JNA, najvećim dijelom u Srijemskoj Mitrovici, a onda razmijenjena. Dok je bila zatočena, pripadnici JNA i Teritorijalne obrane pod vodstvom Veselina Šljivančanina prije dolaska europskih promatrača upali su 19. studenoga 1991. u bolnicu, izdvojili dio ranjenika, civila, djelatnika bolnice (i medicinskoga i nemedicinskoga osoblja) te ih pogubili na Ovčari. Nakon izlaska iz zatočeništva ostaje ravnateljicom vukovarske bolnice u progonstvu, a radi u Klaićevoj bolnici u Zagrebu. Intenzivno je radila na traganju za nestalima. Protiv nje bila je podnesena kaznena prijava u Srbiji 1992. godine, zbog navodnih ratnih zločina, ali je odbačena kao neutemeljena.
Bila je članica Gradskog vijeća Vukovara od 1993. do 1996. godine. Na čelu je Opće bolnice Vukovar od 1997. godine, nakon mirne reintegracije hrvatskoga Podunavlja; pokrenula je okupljanje medicinskoga osoblja i obnovu bolnice.
Odlikovana je Redom Danice hrvatske s likom Katarine Zrinske 2002. godine, a 2011. primila je Povelju Republike Hrvatske u ime Opće županijske bolnice Vukovar od hrvatskog predsjednika Ive Josipovića. Udruga branitelja Podravke u suradnji s drugim udrugama proizašlim iz Domovinskog rata dodijelila je dr. Vesni Bosanac i Općoj bolnici Vukovar Veliku zlatnu plaketu 16. siječnja 2012., za sve što su učinili za dobrobit Hrvatske.
Krajem lipnja 2013. godine smijenjena je s mjesta ravnateljice Opće bolnice Vukovar, odlukom Vlade Republike Hrvatske. Makar se navodi da su razlozi slabo poslovanje bolnice, koja ima znatna nepodmirena dugovanja, kako je s bolnicama u Hrvatskoj početkom 2013. godine i inače slučaj u javnosti su iznijeti prosvjedne note i ocjene kako je riječ o političkoj smjeni. Svojedobni je ministar zdravstva prof. dr. Andrija Hebrang objašnjavao da je Opća bolnica u Vukovaru dužna kao i sve druge, i da je riječ o dugu koji se ne može pripisati mogućim propustima V. Bosanac.
O njoj je napisana knjiga Apeli dr. Vesne Bosanac, koju je priredio i uredio Mladen Pavković 2002. Pavković je u suradnji s dr. Bosanac organizirao i veliki broj humanitarnih koncerata i drugih akcija s nazivom Od srca srcu za vukovarsku bolnicu.
U šest navrata svjedočila je u sudskim postupcima na Međunarodnom sudu u Haagu, kao svjedokinja tužiteljstva protiv protiv Slavka Dokmanovića (predsjednika vukovarske općinske skupštine 1991.  godine), Slobodana Miloševića, tzv. vukovarske trojke (Šljivančanina, Mrkšića i Radića), kao i u postupcima protiv Gorana Hadžića i Vojislava Šešelja. Svoja svjedočanstva iznijela je i u nizu dokumentarnih filmova snimljenih o okupaciji i zločinima u Vukovaru.

### Smrt
Preminula je 21. ožujka 2022. u Vukovaru, od posljedica karcinoma.

## Spomen
Prigodom obilježavanje 31. obljetnice vukovarske opsade Bolnička ulica, uz Nacionalnu memorijalnu bolnicu „dr. Juraj Njavro” Vukovar, preimenovana je u Ulicu Vesne Bosanac. Ploču su otkrili Hrvoje i Vedrana Bosanac, njezini unuci.
U ožujku 2024. uvrštena je među svjetske pravednike u Vrtu pravednih u Milanu.

## Vanjske poveznice
- Bosanac, Vesna. Osobna sjećanja (video). osobnasjecanja.hr. Pristupljeno 11. travnja 2022.